# Kings Highway (stacja metra na Brighton Line)
Kings Highway – stacja metra nowojorskiego, na linii B i Q. Znajduje się w dzielnicy Brooklyn, w Nowym Jorku i zlokalizowana jest pomiędzy stacjami Avenue M i Avenue U. Została otwarta w 1919.